# Michael Dawson
Michael C. Dawson (21 de octubre de 1951) es un politólogo estadounidense. Se desempeña como profesor de ciencias políticas John D. MacArthur en la Universidad de Chicago. También es el director fundador del Centro para el Estudio de la Raza, la Política y la Cultura. Estudia el comportamiento político, la opinión pública y la ideología política de los afroestadounidenses, utilizando tanto métodos cuantitativos como teoría política.

## Biografía
Completó una licenciatura en la Universidad de California en Berkeley en 1982, y luego recibió un doctorado de la Universidad de Harvard en 1986. Antes de trabajar en la Universidad de Chicago, trabajó en la Universidad de Michigan y la Universidad de Harvard.
Ha escrito cuatro libros. Su primer libro, Behind the Mule: Race and Class in African-American Politics, se publicó en 1994. En una reseña del libro, Hanes Walton Jr. lo calificó como un "trabajo pionero e innovador". El libro plantea el argumento de que, debido a que "la raza fue el factor decisivo para determinar las oportunidades y posibilidades de vida disponibles para prácticamente todos los afroestadounidenses" durante gran parte de la historia estadounidense hasta el siglo XX, históricamente ha sido más eficiente para los afroestadounidenses evaluar alternativas políticas basándose en lo que era mejor para el grupo del que eran miembros en lugar de decidir qué es lo mejor para ellos individualmente. Walton calificó esta tesis como "increíblemente profunda".
El libro más reciente de Dawson es Blacks In and Out of the Left, publicado en 2013. El libro es una historia de la participación afroestadounidense en los movimientos radicales de izquierda en el siglo XX, que centra el nacionalismo negro como fuerza motivadora en la política de izquierda estadounidense. Sostiene que el nacionalismo negro ha sido omitido en las narrativas históricas dominantes sobre la historia reciente de la izquierda estadounidense y aboga por su inclusión en futuras coaliciones de izquierda, citando como modelo potencial ciertas coaliciones de radicales blancos y negros que existieron antes del Movimiento por los Derechos Civiles.
Ha ocupado puestos destacados de servicio académico. Es el fundador y coeditor de Du Bois Review: Social Science Research on Race, una revista académica revisada por pares publicada por Cambridge University Press que presenta investigaciones sobre raza y política. También ha sido presidente del departamento de ciencias políticas de la Universidad de Chicago.
Ha recibido varios premios y honores importantes. En 2006, fue nombrado miembro de la Academia Estadounidense de las Artes y las Ciencias. En 2017, recibió el Premio Hanes Walton de la Asociación Estadounidense de Ciencias Políticas, que se otorga a "un politólogo cuya vida de erudición distinguida ha hecho contribuciones significativas a nuestra comprensión de la política racial y étnica e ilumina las condiciones bajo las cuales la diversidad y el intergrupo la tolerancia prospera en las sociedades democráticas".
Ha escrito extensamente para medios de comunicación como Boston Review y The New York Times, y su trabajo ha sido citado en trabajos como The Washington Post y Berkeley Daily Planet.
En 2006 fue elegido miembro de la Academia Estadounidense de Artes y Ciencias y obtuvo el Premio Hanes Walton Jr. de la Asociación Estadounidense de Ciencias Políticas en 2017.

## Publicaciones seleccionadas
- - Behind the Mule:  Race and Class in African-American Politics (1994)
  - Black Visions:  The Roots of Contemporary African-American Political Ideologies (2001)
  - Not In Our Lifetimes: The Future of Black Politics (2011)
  - Blacks In and Out of the Left (2013)

## Otras lecturas
- Total, Glenn H. y Charles Lockhart, eds. Científicos políticos estadounidenses: un diccionario (2ª ed. 2002) págs. 78–80.